# Kleitosz dasszaréta király
Kleitosz (ógörög Κλεῖτος, latin Cleitus, Clitus) az illíriai Dasszarétia királya volt az i. e. 358 utáni évektől i. e. 335-ig. Apja, Bardülisz az Illír Királyság első névről ismert királya volt, uralmának az i. e. 358. évi Erigón-völgyi csata vetett véget. Azt követően fia, Kleitosz a makedón függés alatt álló Dasszarétia felett uralkodott. I. e. 335-ben Glaukiasz illír király támogatásával fellázadt a makedón fennhatóság ellen, de egyesült seregük a pélioni csatában súlyos vereséget szenvedett III. Alexandrosz makedón királytól.

## Származása
A történeti munkákban nagy az egyetértés azt illetően, hogy Kleitosz Bardülisz illír király fia volt. Apja az Illír Királyságot az i. e. 4. század első felében regionális nagyhatalommá tette, Epirusz és Makedónia egy részét is meghódította. Apja uralmának II. Philipposz makedón király vetett véget i. e. 358-ban, amikor az Erigón-völgyi csatában megsemmisítette az illír sereget, Bardülisz pedig makedón fennhatóság alatt uralkodott tovább, a feltételezések szerint Dasszarétiában. Bardülisz, és így Kleitosz származása, törzsi hovatartozása tisztázatlan, sokat vitatott kérdés a történettudományban. Bardülisz hatalmi centruma a korabeli Epirusz és Makedónia közé ékelődő Dasszarétia és Enkhelé régiói voltak, i. e. 358-ban az enkheléi területek kerültek makedón fennhatóság alá. Ebből kiindulva a legkorábbi, 1877 óta ismert elmélet szerint enkhele királyok voltak, egy 1966-os hipotézis a dardánokhoz tartozó dinasztákként írja le Bardülisz házának tagjait, a legújabb, 1984-ben felvetett értelmezés szerint pedig a dasszaréták királyai voltak. (Bővebben lásd: Bardülisz származása.)

## Uralkodása
Kleitosz uralkodásáról meglehetősen kevés adat áll rendelkezésünkre, így uralkodásának tér- és időbeli rekonstruálása javarészt hipotéziseken alapszik. Előrehaladott korú apja, Bardülisz az i. e. 358. évi vesztes csata után nem sokkal meghalhatott, így Kleitosz ebben az évben vagy röviddel utána kezdhette meg a makedón klienskirályság, Dasszarétia feletti uralkodását. A Bardülisz halála utáni évtizedekben az adriai partvidék illír uralkodóit, Graboszt és Pleuratoszt illették az illírek királya címmel a korabeli források, ami igazolhatja azt a feltételezést, hogy Kleitosz uralma csupán regionális jelentőségű lehetett.
Az elsődleges források mindenesetre i. e. 355 kapcsán említik Kleitoszt először és utoljára. Ez volt az az év, amikor a makedón fennhatóság ellen fellázadva átvette az ellenőrzést az Eordaikosz völgye felett, és a dasszarétiai Pélion erődítéséből kiverte a makedón helyőrséget. Noha a nyugati taulant illírek uralkodója, Glaukiasz harcosaival segítségére sietett, és a kibontakozó pélioni csatában eleinte felülkerekedtek a város felszabadítására érkezett makedón seregen, III. Alexandrosz (vagy ismertebb nevén Nagy Sándor) végül megsemmisítő vereséget mért rájuk. Kleitosz még felgyújtatta Péliont, majd Taulantiába menekült, ahol Glaukiasznál kért és kapott menedéket. Dasszarétiai uralmának vége szakadt.
Idáig az ismert tények. Hogy Kleitosz meddig maradt Taulantiában és mikor halt meg, nem lehet tudni. Számításba véve, hogy az i. e. 358-ban kilencvenéves Bardülisz fia volt, még amennyiben kései gyerekként született is, i. e. 335-ben már élete alkonyán, hatvanas-hetvenes éveiben kellett járnia. Egyes források szerint fia, II. Bardülisz i. e. 325 körül vagy III. Alexandrosz i. e. 323-ban bekövetkezett halála után visszaállította a Dasszarétia feletti uralmat, feltehető tehát, hogy Kleitosz ekkor már nem élt.